# Західна (Мала) Стрипа
Західна (Мала) Стрипа — річка в Україні, у межах Золочівського району Львівської області (верхів'я) та Тернопільського району Тернопільської області. Права притока Стрипи (басейн Дністра). 

## Опис
Довжина 17 км, площа басейну 93,9 км², похил річки 1,8 м/км. Долина переважно неглибока і порівняно широка. Річище слабозвивисте, місцями каналізоване. Заплава двобічна.

## Розташування
Мала Стрипа (західна) бере початок біля села Поляни, при східній частині пагористого пасма Гологори, на південному схилі Головного європейського вододілу. Тече спершу на південний схід, у пониззі повертає на схід і (частково) північний схід. Впадає до Стрипи на захід від міста Зборова за 131 км. від гирла. 
Притоки: невеликі потічки. 
Над річкою розташовані села: Славна, Плісняни, Вірлів, Заруддя, Озерянка, Коршилів, Присівці. 